# Frank D'Osterlinck
Frank D'Osterlinck (Gand, 30 ottobre 1942) è un ex pallanuotista belga, che ha disputato le Olimpiadi di Tokyo 1964, gareggiando nel torneo di pallanuoto.